# Arabia Saudyjska na Letnich Igrzyskach Olimpijskich 2020
Arabię Saudyjską na Letnich Igrzyskach Olimpijskich 2020 reprezentowało 33 zawodników: 29  mężczyzn i dwie kobiety. Był to 12. start reprezentacji Arabii Saudyjskiej na letnich igrzyskach olimpijskich.

## Zdobyte medale[3]
| Medal  | Zawodnik     | Dyscyplina | Konkurencja                   | Rezultat                                                   | Data       |
| ------ | ------------ | ---------- | ----------------------------- | ---------------------------------------------------------- | ---------- |
| Srebro | Tareg Hamedi | Karate     | Kumite powyżej 75 kg mężczyzn | W finale uległ reprezentantowi Iranu Sajadowi Ganjzadehowi | 7 sierpnia |

## Skład kadry

### Judo
| Zawodnik         | Konkurencja | 1/16                | 1/8                 | Ćwierćfinał         | Półfinał            | Repasaże            | Finał / 3. miejsce  | Finał / 3. miejsce | Źródła |
| Zawodnik         | Konkurencja | Przeciwniczka Wynik | Przeciwniczka Wynik | Przeciwniczka Wynik | Przeciwniczka Wynik | Przeciwniczka Wynik | Przeciwniczka Wynik | Pozycja            | Źródła |
| ---------------- | ----------- | ------------------- | ------------------- | ------------------- | ------------------- | ------------------- | ------------------- | ------------------ | ------ |
| Sulaiman Hamad   | -73 kg (m)  | Bye                 | Margelidon P 00-01  | NQ                  | NQ                  | NQ                  | NQ                  | 17.                | [ 4 ]  |
| Tahani Alqahtani | +78 kg (k)  | Hershko P 00-11     | NQ                  | NQ                  | NQ                  | NQ                  | NQ                  | 17.                | [ 5 ]  |

### Karate
| Zawodnik     | Konkurencja            | Faza grupowa     | Faza grupowa     | Faza grupowa     | Faza grupowa     | Faza grupowa | Półfinały        | Finał            | Finał   | Źródło                         |
| Zawodnik     | Konkurencja            | Przeciwnik Wynik | Przeciwnik Wynik | Przeciwnik Wynik | Przeciwnik Wynik | Pozycja      | Przeciwnik Wynik | Przeciwnik Wynik | Pozycja | Źródło                         |
| ------------ | ---------------------- | ---------------- | ---------------- | ---------------- | ---------------- | ------------ | ---------------- | ---------------- | ------- | ------------------------------ |
| Tareg Hamedi | powyżej 75 kg mężczyzn | Kvesić 2:3       | Irr 4:1          | Ganjzadeh 0:0    | Gaysinsky 10:3   | 2.           | Araga 2:0        | Ganjzadeh 0:4    | srebro  | [ 6 ] [ 7 ] [ 8 ] [ 9 ] [ 10 ] |

### Lekkoatletyka
Konkurencje biegowe
| Zawodnik           | Konkurencja | Eliminacje | Eliminacje | Półfinał | Półfinał | Finał | Finał   | Źródło |
| Zawodnik           | Konkurencja | Wynik      | Miejsce    | Wynik    | Miejsce  | Wynik | Miejsce | Źródło |
| ------------------ | ----------- | ---------- | ---------- | -------- | -------- | ----- | ------- | ------ |
| Mazen Al-Yassin    | 400 m (m)   | 45,16      | 1.         | 45,37    | 4.       | NQ    | NQ      | [ 11 ] |
| Yasmeen Al-Dabbagh | 100 m (k)   | 13,34      | 9.         | NQ       | NQ       | NQ    | NQ      | [ 12 ] |

### Piłka nożna
Turniej mężczyzn
- Reprezentacja mężczyzn

| - Amin Bukhari - Saud Abdulhamid - Hamad Al-Yami - Abdulbasit Hindi - Abdulelah Al-Amri - Sami Al-Najei - Salman Al-Faraj - Nasser Al-Omran - Abdullah Al-Hamdan - Salim ad-Dausari - Khalid Al-Ghannam |  | - Mohammed Al-Rubaie - Yasser Al-Shahrani - Ali Al-Hassan - Ayman Yahya - Khalifah Al-Dawsari - Ayman Al-Khulaif - Abdulrahman Ghareeb - Firas al-Buraikan - Mukhtar Ali - Abdullah Hassoun - Zaid Al-Bawardi |

| Drużyna          | Konkurencja      | Faza grupowa                 | Faza grupowa     | Faza grupowa     | Faza grupowa | Ćwierćfinały     | Półfinały        | Finał mecz o 3. miejsce | Pozycja | Źródło |
| Drużyna          | Konkurencja      | Przeciwnik Wynik             | Przeciwnik Wynik | Przeciwnik Wynik | Pozycja      | Przeciwnik Wynik | Przeciwnik Wynik | Przeciwnik Wynik        | Pozycja | Źródło |
| ---------------- | ---------------- | ---------------------------- | ---------------- | ---------------- | ------------ | ---------------- | ---------------- | ----------------------- | ------- | ------ |
| Arabia Saudyjska | turniej mężczyzn | Wybrzeże Kości Słoniowej 1:2 | Niemcy 2:3       | Brazylia 1:3     | 4.           | NQ               | NQ               | NQ                      | 15.     | [ 13 ] |

### Pływanie
| Zawodnik        | Konkurencja          | Eliminacje | Eliminacje | Półfinał | Półfinał | Finał | Finał   | Źródło               |
| Zawodnik        | Konkurencja          | Czas       | Miejsce    | Czas     | Miejsce  | Czas  | Miejsce | Źródło               |
| --------------- | -------------------- | ---------- | ---------- | -------- | -------- | ----- | ------- | -------------------- |
| Yousif Bu Arish | 100 m motylkowym (m) | 56,29      | 55.        | NQ       | NQ       | NQ    | NQ      | [ 14 ] [ 15 ] [ 16 ] |

### Podnoszenie ciężarów
| Zawodnik          | Konkurencja     | Rwanie | Rwanie  | Podrzut | Podrzut | Razem  | Pozycja | Źródło |
| Zawodnik          | Konkurencja     | Wynik  | Pozycja | Wynik   | Pozycja | Razem  | Pozycja | Źródło |
| ----------------- | --------------- | ------ | ------- | ------- | ------- | ------ | ------- | ------ |
| Seraj Al-Saleem   | -61 kg mężczyzn | 129 kg | 6.      | 159 kg  | 4.      | 288 kg | 5.      | [ 17 ] |
| Mahmoud Al-Humayd | -73 kg mężczyzn | 141 kg | 12.     | 165 kg  | 13.     | 306 kg | 12.     | [ 17 ] |

### Strzelectwo
| Zawodnik         | Konkurencja | Kwalifikacje | Kwalifikacje | Finał | Finał   | Źródło |
| Zawodnik         | Konkurencja | Wynik        | Pozycja      | Wynik | Pozycja | Źródło |
| ---------------- | ----------- | ------------ | ------------ | ----- | ------- | ------ |
| Saied Al-Mutairi | skeet (m)   | 119          | 22.          | NQ    | NQ      | [ 18 ] |

### Tenis stołowy
| Zawodnik        | Konkurencja        | Eliminacje       | Runda 1          | Runda 2          | Runda 3          | 1/8 finału       | Ćwierćfinały     | Półfinały        | Finał            | Finał   | Źródło |
| Zawodnik        | Konkurencja        | Przeciwnik Wynik | Przeciwnik Wynik | Przeciwnik Wynik | Przeciwnik Wynik | Przeciwnik Wynik | Przeciwnik Wynik | Przeciwnik Wynik | Przeciwnik Wynik | Pozycja | Źródło |
| --------------- | ------------------ | ---------------- | ---------------- | ---------------- | ---------------- | ---------------- | ---------------- | ---------------- | ---------------- | ------- | ------ |
| Ali Al-Khadrawi | gra pojedyncza (m) | Bye              | Jančařík P 0-4   | NQ               | NQ               | NQ               | NQ               | NQ               | NQ               | 49.     | [ 19 ] |

### Wioślarstwo
| Zawodnik       | Konkurencja | Eliminacje | Eliminacje | Repesaż | Repesaż | Ćwierćfinały | Ćwierćfinały | Półfinały            | Półfinały | Finał           | Finał | Miejsce | Źródło |
| Zawodnik       | Konkurencja | Czas       | M.         | Czas    | M.      | Czas         | M.           | Czas                 | M.        | Czas            | M.    | Miejsce | Źródło |
| -------------- | ----------- | ---------- | ---------- | ------- | ------- | ------------ | ------------ | -------------------- | --------- | --------------- | ----- | ------- | ------ |
| Husein Alireza | M1x         | 7:54,18    | 5.         | 8:06,78 | 2.      | 8:35,05      | 6.           | 7:53,99 Półfinał C/D | 6.        | 7:52,67 Finał D | 6.    | 24.     | [ 20 ] |